# Fanny Chmelar
Fanny Chmelar (Weilheim in Oberbayern, 31 oktober 1985) is een Duitse voormalig alpineskiester. Ze nam eenmaal deel aan de Olympische Winterspelen, maar behaalde geen medaille.

## Carrière
Chmelar maakte haar wereldbekerdebuut in december 2005 tijdens de slalom in Lienz. Ze stond eenmaal op het podium van een wereldbekerwedstrijd: op 13 maart 2009 eindigde ze tweede op de slalom in  Åre.
Op de Olympische Spelen in Vancouver nam ze deel aan de slalom. Na de eerste run stond ze op een dertiende plaats, maar ze haalde de finish van de tweede run niet.

## Resultaten

### Titels
Duits kampioene slalom - 2009
Duits kampioene super G - 2009

### Wereldkampioenschappen
| Jaar | Plaats                 | Resultaten          |
| ---- | ---------------------- | ------------------- |
| 2007 | Åre                    | 21e Supercombinatie |
| 2009 | Val d'Isère            | 8e Slalom           |
| 2011 | Garmisch-Partenkirchen | 15e Slalom          |

### Olympische Spelen
| Jaar | Plaats    | Resultaten  |
| ---- | --------- | ----------- |
| 2010 | Vancouver | DNF2 Slalom |

### Wereldbeker

#### Eindklasseringen
| Seizoen   | Algm | AD  | SL  | SG  | SC  |
| --------- | ---- | --- | --- | --- | --- |
| 2005/2006 | 68e  | -   | 31e | -   | 16e |
| 2006/2007 | 63e  | 43e | 36e | -   | 15e |
| 2007/2008 | 58e  | -   | 23e | 49e | -   |
| 2008/2009 | 41e  | -   | 13e | -   | -   |
| 2009/2010 | 47e  | -   | 12e | -   | -   |
| 2010/2011 | 56e  | -   | 18e | -   | -   |
| 2011/2012 | 78e  | -   | 32e | -   | -   |
| 2012/2013 | 83e  | -   | 38e | -   | -   |